# رود سکوره
رود سکوره رودی است که به رود ایزیبورو می‌ریزد. این رود از کشور بولیوی می‌گذرد. طول آن ۴۹۷ کیلومتر (۳۰۹ مایل) است.